# Mączno (Zdbowo)
Mączno – część wsi Zdbowo w Polsce, położona w województwie zachodniopomorskim, w powiecie wałeckim, w gminie Tuczno.
W latach 1975–1998 Mączno administracyjnie należało do województwa pilskiego.